# Fissidens guianensis
Fissidens guianensis là một loài Rêu trong họ Fissidentaceae. Loài này được Mont. mô tả khoa học đầu tiên năm 1840.